# Marcos de Niza
Marcos de Niza (Nice, c. 1495 – Cidade do México, 25 de março de 1558) foi um frade franciscano e missionário que explorou a América do Norte no século XVI e afirmou ter avistado cidades feitas de pedras preciosas, as "Sete Cidades Douradas de Cíbola".

## Biografia
Marcos nasceu por volta de 1495 em Nice, então parte do Reino da Sardenha. Ele viajou para a América em 1531 e serviu como missionário no Peru, Guatemala e Nova Espanha. Em 1539, a pedido do vice-rei Antonio de Mendoza, Marcos partiu de Culiacán para o norte em direção ao deserto junto com uma expedição de exploração. Ele afirmou ter avistado enormes cidades feitas de pedras preciosas, ouro e prata. Seus relatos inspiraram mais expedições para o norte da Nova Espanha, porém soldados do conquistador Francisco Vázquez de Coronado encontraram apenas pequenos povos indígenas no ano seguinte. Marcos foi nomeado superior provincial em 1541 e morreu na Cidade do México em 1558.